# リリーノーブル
リリーノーブル（Lily Noble）は、日本の競走馬。馬名の由来は「百合+気品。百合の花言葉は純潔、威厳」。

## 戦績

### デビュー前
2015年3月15日、北海道安平町のノーザンファームで誕生。一口馬主法人「サンデーサラブレッドクラブ」から総額1,800万円（1口45万円×40口）で募集された。

### 2歳（2017年）
栗東・藤岡健一厩舎に入厩。10月28日の新馬戦（東京芝1600m）でデビューし、内田博幸を背に3馬身半差の完勝を収める。2戦目の白菊賞（500万下）では当初騎乗予定だった藤岡佑介が騎乗停止となったため、その後主戦を務める川田将雅が初騎乗。レースでは好位の内からノーステッキで楽々抜け出してデビュー2連勝を飾った。中1週の強行軍で挑んだ阪神ジュベナイルフィリーズ(GI)では3番人気に支持され、直線で一旦は先頭に立つがラッキーライラックに差し切られて2着となった。

### 3歳（2018年）〜4歳（2019年）
チューリップ賞(GII)ではラッキーライラックと人気を分け合う形の2番人気に推されたが、直線の反応で見劣り、マウレアにも先着を許して3着に終わった。桜花賞(GI)では勝ち馬アーモンドアイの豪脚には敵わなかったものの、2着ラッキーライラックとの差は半馬身に詰めて3着に入った。優駿牝馬(GI)では桜花賞の上位2頭に加えてフローラステークス(GII)を制したサトノワルキューレが人気を集め、本馬は単勝12.3倍の4番人気とやや評価を落としていた。しかし、積極的なレース運びで直線は一旦先頭に立ち、アーモンドアイには差し切られたものの、ラッキーライラックには初めて先着して2着を確保した。レース後に、右前第一指骨の剥離骨折が判明したが、程度は軽いもので秋競馬には間に合う見込みとされた。
8月上旬に左前脚の球節部に腫れが見られ、前哨戦をパスして秋華賞直行へと予定が変更された。しかし、9月上旬になって左前の種子骨靭帯に軽度の損傷が確認され、秋の予定は白紙とされた。
その後、実戦復帰へ向けて調整されていたが、2019年6月に左前脚の靭帯炎を再発。関係者の協議により、同年7月10日に現役を引退することを発表。引退後はノーザンファームで繁殖牝馬となる。

## 競走成績
以下の内容は、netkeiba.comの情報に基づく。
| 競走日     | 競馬場 | 競走名         | 格      | 距離（馬場）  | 頭 数 | 枠 番 | 馬 番 | オッズ （人気） | 着順 | タイム （上がり3F） | 着差 | 騎手      | 斤量 [kg] | 1着馬（2着馬）         | 馬体重 [kg] |
| ---------- | ------ | -------------- | ------- | ------------- | ----- | ----- | ----- | --------------- | ---- | ------------------- | ---- | --------- | --------- | ---------------------- | ----------- |
| 2017.10.28 | 東京   | 2歳新馬        |         | 芝1600m（良） | 16    | 7     | 13    | 004.70（2人）   | 01着 | R1:35.5（34.0）     | -0.6 | 0内田博幸 | 54        | （アイアムヒメ）       | 502         |
| 0000.11.26 | 京都   | 白菊賞         | 500万下 | 芝1600m（良） | 12    | 4     | 4     | 002.80（1人）   | 01着 | R1:36.3（34.9）     | -0.2 | 0川田将雅 | 54        | （スカーレットカラー） | 498         |
| 0000.12.10 | 阪神   | 阪神JF         | GI      | 芝1600m（良） | 18    | 4     | 7     | 005.50（3人）   | 02着 | R1:34.4（33.9）     | -0.1 | 0川田将雅 | 54        | ラッキーライラック     | 494         |
| 2018.03.03 | 阪神   | チューリップ賞 | GII     | 芝1600m（良） | 10    | 8     | 9     | 002.90（2人）   | 03着 | R1.33.8（33.5）     | -0.4 | 0川田将雅 | 54        | ラッキーライラック     | 498         |
| 0000.04.08 | 阪神   | 桜花賞         | GI      | 芝1600m（良） | 17    | 5     | 9     | 007.40（3人）   | 03着 | R1:33.5（34.3）     | -0.4 | 0川田将雅 | 55        | アーモンドアイ         | 498         |
| 0000.05.20 | 東京   | 優駿牝馬       | GI      | 芝2400m（良） | 17    | 1     | 1     | 012.30（4人）   | 02着 | R2:24.1（33.9）     | -0.3 | 0川田将雅 | 55        | アーモンドアイ         | 496         |

## 繁殖成績
|       | 馬名                 | 生年   | 性 | 毛色 | 父             | 馬主                     | 厩舎           | 戦績           |
| ----- | -------------------- | ------ | -- | ---- | -------------- | ------------------------ | -------------- | -------------- |
| 初仔  | デンクマール         | 2022年 | 牡 | 栗毛 | モーリス       | （有）サンデーレーシング | 美浦・田中博康 | 2戦2勝（現役） |
| 2番仔 | アウダーシア         | 2023年 | 牡 | 鹿毛 | キズナ         | （有）サンデーレーシング | 美浦・手塚貴久 | （デビュー前） |
| 3番仔 | リリーノーブルの2024 | 2024年 | 牝 | 鹿毛 | エピファネイア |                          |                |                |

- 2025年4月11日現在

## 血統表
| リリーノーブルの血統            | リリーノーブルの血統             | リリーノーブルの血統       | （血統表の出典）           | （血統表の出典）  |
| 父系                            | キングマンボ系                   | キングマンボ系             | キングマンボ系             | [ § 2 ]           |
| 父 ルーラーシップ 2007 鹿毛     | 父の父キングカメハメハ 2001 鹿毛 | Kingmambo                  | Mr. Prospector             | Mr. Prospector    |
| 父 ルーラーシップ 2007 鹿毛     | 父の父キングカメハメハ 2001 鹿毛 | Kingmambo                  | Miesque                    |                   |
| 父 ルーラーシップ 2007 鹿毛     | 父の父キングカメハメハ 2001 鹿毛 | *マンファス                | *ラストタイクーン          | *ラストタイクーン |
| 父 ルーラーシップ 2007 鹿毛     | 父の父キングカメハメハ 2001 鹿毛 | *マンファス                | Pilot Bird                 |                   |
| 父 ルーラーシップ 2007 鹿毛     | 父の母エアグルーヴ 1993 鹿毛     | *トニービン                | *カンパラ                  | *カンパラ         |
| 父 ルーラーシップ 2007 鹿毛     | 父の母エアグルーヴ 1993 鹿毛     | *トニービン                | Severn Bridge              |                   |
| 父 ルーラーシップ 2007 鹿毛     | 父の母エアグルーヴ 1993 鹿毛     | ダイナカール               | *ノーザンテースト          | *ノーザンテースト |
| 父 ルーラーシップ 2007 鹿毛     | 父の母エアグルーヴ 1993 鹿毛     | ダイナカール               | シャダイフェザー           |                   |
| 母 ピュアチャプレット 2006 芦毛 | 母の父*クロフネ 1998 芦毛        | *フレンチデピュティ        | Deputy Minister            | Deputy Minister   |
| 母 ピュアチャプレット 2006 芦毛 | 母の父*クロフネ 1998 芦毛        | *フレンチデピュティ        | Mitterand                  |                   |
| 母 ピュアチャプレット 2006 芦毛 | 母の父*クロフネ 1998 芦毛        | *ブルーアヴェニュー        | Classic Go Go              | Classic Go Go     |
| 母 ピュアチャプレット 2006 芦毛 | 母の父*クロフネ 1998 芦毛        | *ブルーアヴェニュー        | Eliza Blue                 |                   |
| 母 ピュアチャプレット 2006 芦毛 | 母の母バプティスタ 1995 鹿毛     | *サンデーサイレンス        | Halo                       | Halo              |
| 母 ピュアチャプレット 2006 芦毛 | 母の母バプティスタ 1995 鹿毛     | *サンデーサイレンス        | Wishing Well               |                   |
| 母 ピュアチャプレット 2006 芦毛 | 母の母バプティスタ 1995 鹿毛     | ビーバップ                 | アンバーシャダイ           | アンバーシャダイ  |
| 母 ピュアチャプレット 2006 芦毛 | 母の母バプティスタ 1995 鹿毛     | ビーバップ                 | ビバールクイン             |                   |
| 母系(F-No.)                     | 4号族(FN:4-c)                    | 4号族(FN:4-c)              | 4号族(FN:4-c)              | [ § 3 ]           |
| 5代内の近親交配                 | ノーザンテースト4×5＝9.38%       | ノーザンテースト4×5＝9.38% | ノーザンテースト4×5＝9.38% | [ § 4 ]           |
| 出典                            | 1. 2. 3. 4.                      | 1. 2. 3. 4.                | 1. 2. 3. 4.                | 1. 2. 3. 4.       |

- 母ピュアチャプレットは中央で3勝。祖母バプティスタは1998年の報知杯4歳牝馬特別(GII)3着馬[3]。